# Victor Farvacque
Victor Farvacque, né le 30 septembre 1902 et mort pour la France le 24 mai 1940 à Gravelines, est un footballeur français évoluant au poste d'ailier gauche.

## Carrière
Victor Farvacque débute à l'US tourquennoise en 1917 à l'âge de 15 ans. Il est présenté dans L'Auto dans le texte de présentation de la finale du championnat de France 1928 comme un joueur « particulièrement rapide et bon shooteur ».
Victor Farvacques  lorsqu'il connaît sa première et unique sélection en équipe de France de football. Il affronte le 21 février 1928 lors d'un match amical à Paris l'équipe d'Irlande de football. Les Français s'imposent sur le score de quatre buts à zéro.
Militaire du 310e régiment d'infanterie lors de la Seconde Guerre mondiale, il meurt au combat à Gravelines en 1940.